# Wahidin Halim
Wahidin Halim, né le 14 août 1954 à Tangerang, est un homme politique indonésien, gouverneur de Banten de 2017 à 2022.

## Biographie
Wahidin Halim est le frère cadet d'Hassan Wirajuda.
Il est maire de Tangerang de 2003 à 2013, membre du Conseil représentatif du peuple du 1er octobre 2014 au 30 septembre 2019 et gouverneur de la province de Banten du 12 mai 2017 au 12 mai 2022.